# Servilia (madre di Marco Giunio Bruto)
Servilia (in latino Servilia; Roma, 100 a.C. circa – post 42 a.C.) è stata una nobildonna romana, fu amante di Gaio Giulio Cesare e madre del cesaricida Marco Giunio Bruto.

## Fonti e storiografia
Le notizie su Servilia sono ricavate soprattutto dalle lettere di Cicerone Ad Atticum e Ad Brutum. Un apporto fondamentale è dato dalle Vite parallele di Plutarco, in particolar modo dalla vita di Marco Giunio Bruto, Catone l’Uticense, insieme alle notizie fornite da Svetonio su Cesare nella sua opera Vite di dodici Cesari e all’opera di Appiano, Guerre civili. Per quanto riguarda le opere storiografiche più recenti, si è fatto riferimento all’opera di R. Syme, The Roman Revolution e a quella di F. Münzer, Roman aristocratic parties and families.

## Biografia

### La famiglia d'origine

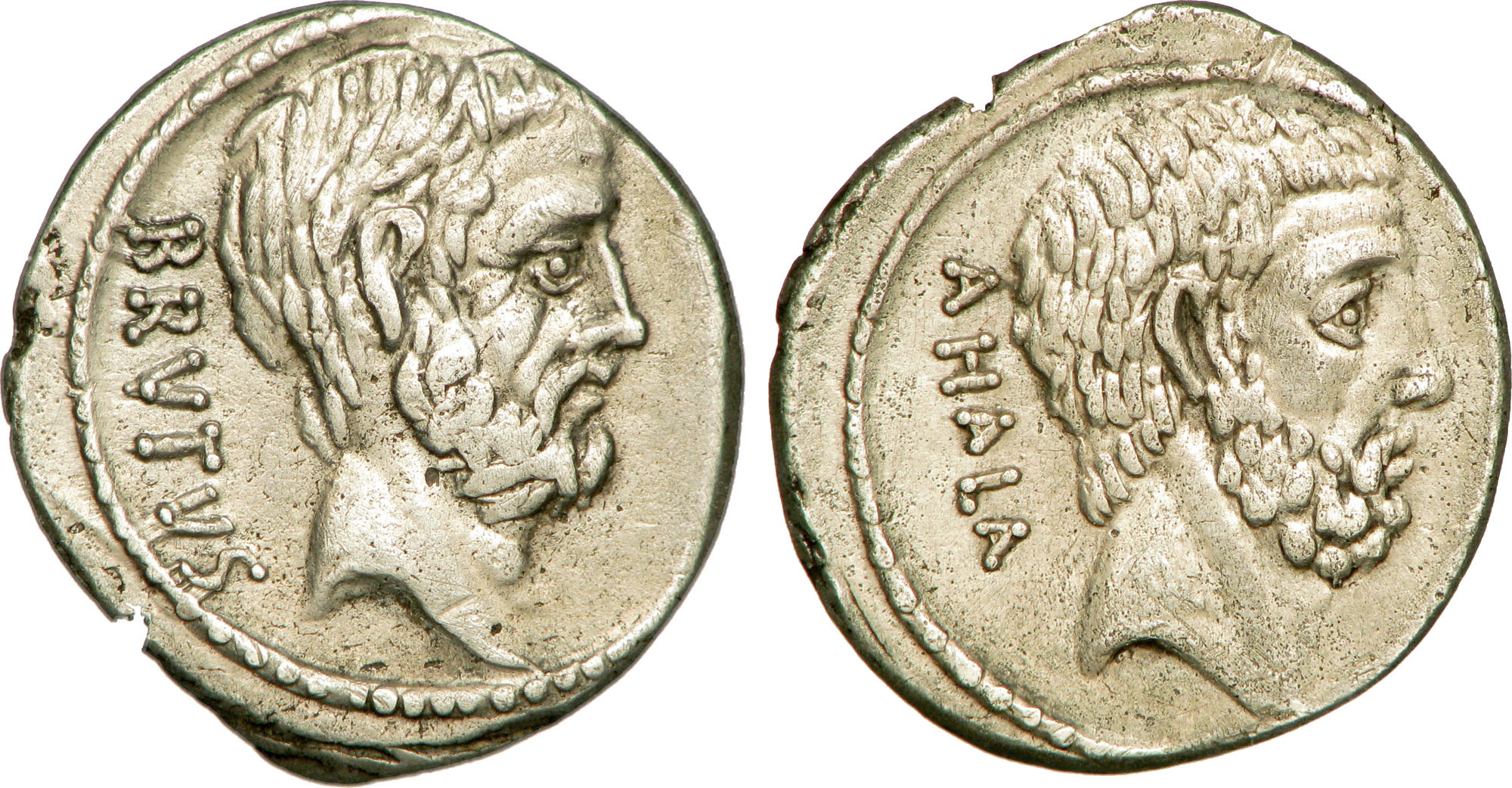
Moneta raffigurante il figlio di Servilia Marco Giunio Bruto e il suo eroico antenato Gaio Servilio Strutto Ahala.

Servilia apparteneva ad una delle più influenti famiglie patrizie romane. Suo padre, Quinto Servilio Cepione, era stato questore nel 100 a.C. e pretore nel 91. Sua madre, Livia, era figlia di Marco Livio Druso, console nel 112 a.C. e sorella dell’omonimo tribuno della plebe del 91 a.C. Da questo matrimonio nacquero presumibilmente tre figli: la nostra Servilia; un’omonima figlia minore che secondo Plutarco sposò Lucio Licinio Lucullo console nel 74 e che fu ripudiata a causa della sua cattiva condotta; infine un Quinto Servilio Cepione, questore nel 67 a. C. e sposo di Ortensia.
Nel 98 a.C. Livia divorziò da Cepione e sposò Marco Porcio Catone. Dal loro matrimonio nacquero altri due figli: il famoso Marco Porcio Catone detto l’Uticense e Porcia, fratellastri di Servilia. Ben presto sia la madre che il patrigno persero la vita e Servilia fu allevata ed educata nella casa dello zio Marco Livio Druso, insieme a Catone e Porcia. I loro genitori morirono tra il 95 (anno di nascita di Marco) e il 91 a.C. (anno in cui Catone era già ospite dello zio). Münzer, riportando i frammenti della Pro Scauro di Cicerone tramandati da Asconio, sottolinea come Servilia avesse una sorta di «autorità materna» nei confronti del fratello Catone.
Secondo Plutarco, Servilia discendeva da Gaio Servilio Ahala, l’uomo che, come narra la leggenda, salvò la patria nel 439 a.C. uccidendo l’usurpatore Melio con un pugnale nascosto sotto l’ascella. Probabilmente si trattava di un mito eziologico, inventato per spiegare il cognomen Ahala o Axilla, cioè ascella, portato dalla gens Servilia.

### Matrimoni e prole
Poco prima di compiere quattordici anni, Servilia sposò Marco Giunio Bruto, tribuno della plebe nell’83 a.C. e dal loro matrimonio nacque Marco Giunio Bruto, il futuro cesaricida. Il marito di Servilia appoggiò il tentativo di Lepido di rovesciare il governo sillano e nel 78 ne condivise il tragico destino: morì per mano di Pompeo nel Nord Italia. Per questo motivo la vedova Servilia crebbe suo figlio trasmettendogli l’odio per Pompeo.
Uno o due anni dopo, Servilia sposò Decimo Giunio Silano, pretore nel 67 a.C. e console nel 62 con Lucio Licinio Murena. Ebbero tre figlie e la madre cercò di procurare loro un matrimonio conveniente: Giunia Prima sposò Publio Servilio Vatia Isaurico, console nel 48 a.C.; Giunia Seconda sposò il triumviro Marco Emilio Lepido, mentre Giunia Terzia o Tertulla andò in sposa a Gaio Cassio Longino, il cesaricida.

### La relazione adulterina con Cesare

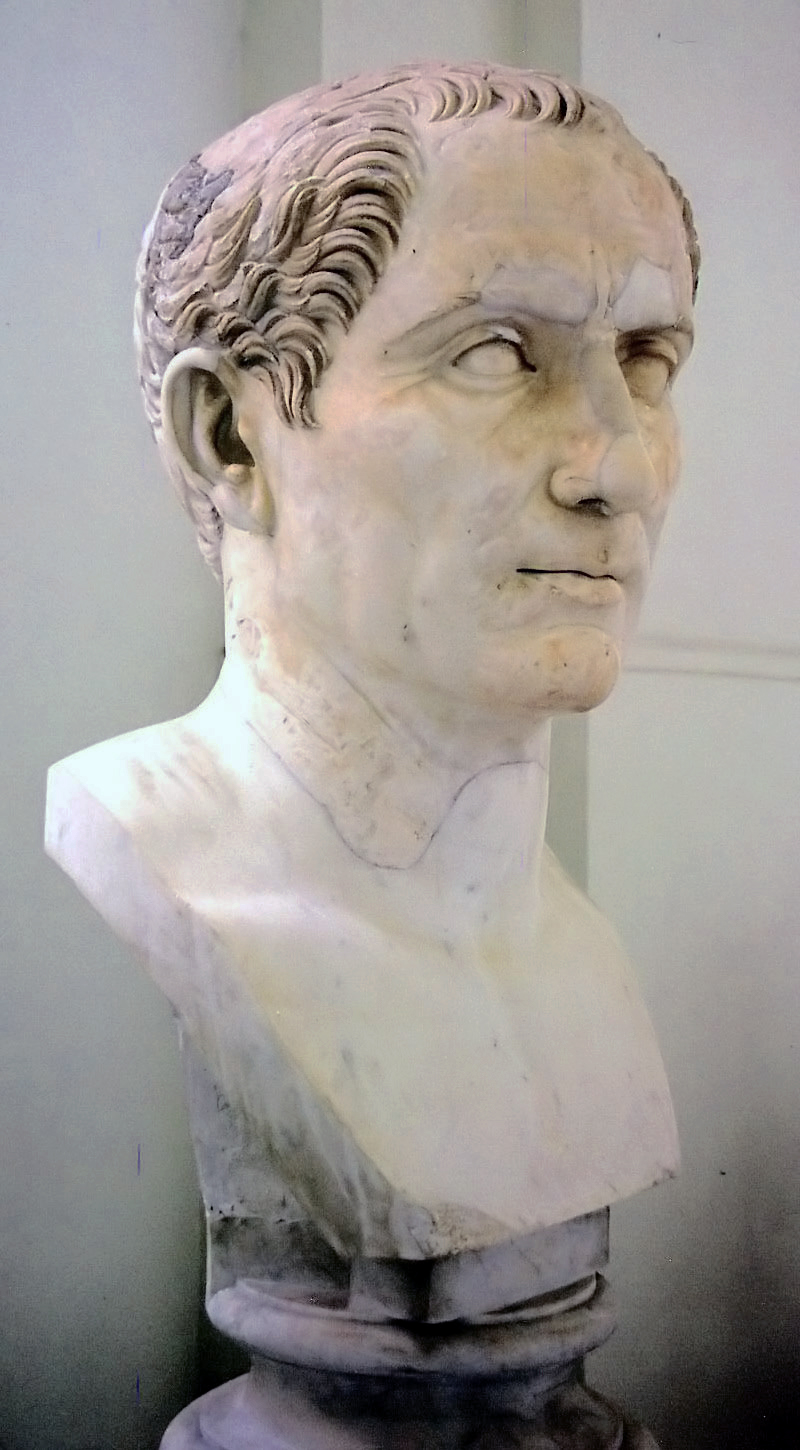
Busto raffigurante Gaio Giulio Cesare, amante di Servilia.

Sin da giovanissimi, Cesare e Servilia divennero amanti e, come apprendiamo da Svetonio, «ANTE ALIAS DILEXIT MARCI BRUTI MATREM SERVILIAM», cioè «Cesare amò Servilia, la mamma di Marco Bruto, più di ogni altra». La loro relazione è attestata all’epoca del matrimonio di Servilia con D. Giunio Silano, ma non è da escludere che essa sia addirittura precedente ai due matrimoni. In ogni caso, furono amanti per vent’anni.
Grazie a Plutarco, apprendiamo come l’amore tra Cesare e Servilia fosse di pubblico dominio. Nelle Vite di Bruto e Catone Uticense si narra, infatti, che il 5 dicembre del 63 a.C., durante un dibattito in senato circa la Congiura di Catilina, Catone e Cesare fossero in piedi come rappresentanti di due fazioni opposte: Catone era il più insigne rappresentante degli optimates, mentre Cesare sposò la causa dei populares. In quel momento, fu recapitata una tavoletta indirizzata a Cesare e Catone lo accusò di ricevere informazioni e messaggi da parte dei nemici dello stato. Per far cadere le accuse di complotto, Cesare porse la tavoletta all'Uticense, che poté leggere un audace messaggio amoroso della sorella Servilia. Catone, inalberato, lanciò la tavoletta a Cesare e disse: «Tieni, ubriaco!», per poi riprendere dall'inizio il suo discorso. Sebbene l’episodio sia tramandato da Plutarco, non siamo del tutto certi che le parole pronunciate da Catone siano state esattamente queste; ciò che conta è che questo episodio deve aver alimentato la sua avversione nei confronti di Cesare.

### La sua ambizione e influenza
Nelle fonti Servilia appare sempre come una donna ambiziosa e spregiudicata, il cui obiettivo principale è quello di riconquistare l’antica potenza della sua famiglia. Fu lei infatti a combinare i matrimoni dei fratellastri allo scopo di stringere nuove alleanze: Catone sposò Marzia, la nipote di Filippo e donò sua sorella Porcia a Lucio Domizio Enobarbo, nipote di Catulo, un preminente uomo politico che aveva cospicui possedimenti in Italia.
Fu una donna sicuramente molto ricca, come attesta un’iscrizione funeraria di un liberto: «Stefano, il liberto di Servilia, moglie di Silano». Il nome di Servilia è inoltre legato a quello degli “Horti Serviliani”, i giardini di famiglia, tramandati dalla letteratura e dalle iscrizioni come giardini pubblici della tarda età repubblicana, pieni di opere d’arte.
Nel 60 a.C. circa il marito di Servilia morì, ma lei decise di non risposarsi e di mandare avanti la relazione con Cesare, cercando di sfruttare a proprio vantaggio la sua posizione per aiutare suo figlio Bruto. Progettò infatti che Bruto dovesse sposare Giulia, la figlia di Cesare, ma quest’ultimo aveva bisogno di sancire l’alleanza con Pompeo e così Giulia divenne sua moglie. Questo deve aver deluso Servilia. Secondo alcuni studiosi, fu questo il motivo per cui Cesare le donò, durante il suo primo consolato (59 a.C.), una bellissima perla dal valore di sei milioni di sesterzi. I percorsi di Bruto e Cesare però divergono bruscamente per undici anni.
Servilia utilizzò la stessa “politica dinastica” con le tre figlie avute dal secondo matrimonio, ma i suoi progetti ambiziosi furono gravemente compromessi dall'appoggio di Catone a Pompeo e dallo scoppio della guerra civile.

### Servilia, tra Cesare e Bruto
Nel 49 a.C. scoppiò la guerra civile, con la rottura del Primo Triumvirato e a Bruto toccò scegliere se appoggiare Cesare, l’amante di sua madre, o Pompeo, l’assassino di suo padre. Bruto odiava Pompeo sin da bambino e già nel 52 a.C. lo aveva accusato di essere «nemico della libertà», ma Pompeo aveva il supporto degli ottimati e dunque di suo zio Catone, per il quale Bruto aveva sempre avuto una predilezione; al contrario Bruto osteggiava la relazione scandalosa tra Cesare e Servilia ed era anche convinto che il partito di Cesare fosse un male per Roma. Bruto quindi appoggiò Pompeo e si recò insieme allo zio Catone a Farsalo, dove Cesare sconfisse definitivamente Pompeo.
Bruto dopo la sconfitta raggiunse Cesare, che nonostante tutto nutriva nei suoi confronti affetto e simpatia ed ebbe il suo perdono. Infatti, secondo Plutarco, Cesare diede addirittura disposizioni ai generali del suo esercito di non ucciderlo in battaglia e di risparmiarlo. Questo atteggiamento fu sicuramente dettato dal desiderio di compiacere Servilia e di non arrecarle dolore. Tuttavia, Appiano riferisce una diceria secondo la quale Bruto sarebbe in realtà figlio di Cesare. Plutarco non conferma né smentisce la teoria, ma si limita ad affermare che la nascita di Bruto determinò «in Cesare la convinzione che il piccolo fosse suo figlio», poiché proprio in quel momento la passione tra i due era al culmine. Sono in corso ancora accesi dibattiti circa questo punto. Ciò che sappiamo con certezza è che Bruto e Cesare si riconciliarono e che al figlio di Servilia furono conferiti incarichi importantissimi, come quello di governatore della Gallia Cisalpina.

### I profitti delle confische
Nel 44 a.C. Cesare prese il controllo di Roma e diede avvio ad una serie di riforme dello Stato. Per ricambiare Servilia della propria fedeltà e affetto, le donò molti possedimenti confiscati e le fece aggiudicare ad un prezzo bassissimo immense proprietà messe all'asta. Svetonio riporta le parole ironiche di Cicerone, secondo cui «La spesa fu ancora più esigua, perché è stata dedotta la terza parte», ossia la terza parte della somma; Cicerone però gioca sull'ambiguità del termine, facendo un chiaro riferimento a Giunia Terzia o Tertulla: si diceva infatti che anche la terza figlia di Servilia fosse figlia di Cesare.
Tra i profitti delle confische, il più famoso è quello della villa napoletana di Lucio Ponzio Aquila, che Servilia poté acquistare per pochi sesterzi ad un’asta truccata per lei da Cesare. In una lettera ad Attico, Cicerone afferma che «la casa di Ponzio presso Napoli diventa possesso della madre del capo dei congiurati!», sottolineando l’assurda situazione che si venne a creare dopo il cesaricidio.

### Il ruolo di Servilia dopo la morte di Cesare
Bruto negli ultimi mesi precedenti all'assassinio tornò ad assumere l’iniziale posizione ottimate, forse a causa della predilezione di Cesare per Ottaviano o per l’influenza di Gaio Cassio Longino. C’è chi sostiene abbia avuto un ruolo determinante in questo mutamento la nuova moglie di Bruto, la cugina Porcia, figlia di Catone Uticense. Nelle Idi di marzo del 44 a.C., circa sessanta senatori colpirono a morte Cesare. Le ultime parole di Cesare rivolte a Bruto e riportate da Svetonio, «Anche tu, figlio?», sono un chiaro riferimento alla relazione con Servilia e negli anni hanno alimentato i dubbi sulla paternità di Bruto.
Dopo la morte di Cesare, l’influenza di Servilia all'interno dei gruppo dei Liberatori è attestata dalle lettere di Cicerone. Ella cercò di restare in contatto con i Cesariani e chiese più volte consiglio a Cicerone e al suo fedele amico e consulente Attico. Il 5 giugno, su istruzione di Antonio, il Senato affidò a Bruto e Cassio il compito di sovraintendere l’acquisto di grano nelle province dell’Asia e della Sicilia: si trattava di un chiaro pretesto per mandarli in esilio con un incarico onorifico. Bruto e Cassio erano incerti se accettare, così ad Anzio venne indetta una riunione di famiglia, presieduta proprio da Servilia, in cui si discusse la questione. Erano presenti anche Tertulla, Porcia, Favonio e Cicerone. Quest’ultimo consigliò a Bruto di accettare l’incarico e partire per l’Asia, poiché «non restava altro da pensare, se non che egli si salvasse; ed era questo anche un mezzo per salvare la repubblica». Cassio però era contrario e Servilia promise di sfruttare la propria influenza per far revocare il provvedimento preso dal Senato. Secondo Mommsen così avvenne e nessun’altra decisione fu presa. Tuttavia con l’arrivo di Ottaviano la situazione si volse a loro svantaggio e furono costretti a partire per le province.
Servilia, preoccupata, riceveva notizie da Marco Scapzio, amico di Bruto giunto a Roma e promise di raccontare a Cicerone tutto ciò che sapeva. Nell'ultima lettera che Cicerone scrisse a Bruto, il 27 luglio 43 quando la fine era ormai vicina, emerge una Servilia inquieta per le sorti del figlio. Dopo una vita spesa a ripristinare l’antica grandezza della sua famiglia, Servilia ora tremava al pensiero che suo figlio perisse prematuramente e, insieme a lui, anche il lavoro di una vita. Dopo la morte di Bruto, le fonti non ci riferiscono più notizie su Servilia.
L’importanza di Servilia è visibile solo in controluce, in un contesto di grandi eventi storici, ma fu una donna così potente da sembrare l’alter ego di Cesare.